# Hripsime Khurshudyan
Hripsime Khurshudyan, née le 27 juillet 1987 à Kasakh, est une haltérophile arménienne.

## Carrière
Lors des Jeux olympiques de 2008, elle concourt dans la catégorie féminine des 75 kg où elle se classe onzième. Huit ans plus tard, la réanalyse des échantillons de ces JO révèle la présence d'une substance interdite, la stanozolol. Médaillée de bronze à l'olympiade suivante, elle est à nouveau disqualifiée pour dopage et perd sa médaille.

## Palmarès

### Haltérophilie aux Jeux olympiques
- Haltérophilie aux Jeux olympiques d'été de 2008 à Pékin
  - 11e en moins de 75 kg.. Disqualifiée.
- Haltérophilie aux Jeux olympiques d'été de 2012 à Londres
  -  Médaille de bronze en plus de 75 kg. Disqualifiée.

### Championnats du monde d'haltérophilie
- Championnats du monde d'haltérophilie 2009 à Goyang
  -  Médaille de bronze au total en moins de 75 kg. Disqualifiée.
  -  Médaille de bronze à l'arraché en moins de 75 kg. Disqualifiée.
  -  Médaille de bronze à l'épaulé-jeté en moins de 75 kg. Disqualifiée.

### Championnats d'Europe d'haltérophilie
- Championnats d'Europe d'haltérophilie 2024 à Sofia
  -  Médaille de bronze au total en moins de 87 kg.
  -  Médaille de bronze à l'arraché en moins de 87 kg.

- Championnats d'Europe d'haltérophilie 2023 à Erevan
  -  Médaille de bronze au total en moins de 87 kg.
  -  Médaille de bronze à l'arraché en moins de 87 kg.
  -  Médaille de bronze à l'épaulé-jeté en moins de 87 kg.
- Championnats d'Europe d'haltérophilie 2016 à Førde
  -  Médaille d'or au total en plus de 75 kg.. Disqualifiée.
  -  Médaille d'or à l'arraché en plus de 75 kg.. Disqualifiée.
  -  Médaille d'or à l'épaulé-jeté en plus de 75 kg.. Disqualifiée.
- Championnats d'Europe d'haltérophilie 2015 à Tbilissi
  -  Médaille de bronze à l'épaulé-jeté en plus de 75 kg.. Disqualifiée.
- Championnats d'Europe d'haltérophilie 2011 à Kazan
  -  Médaille d'argent au total en plus de 75 kg.. Disqualifiée.
  -  Médaille d'argent à l'arraché en plus de 75 kg.. Disqualifiée.
  -  Médaille d'argent à l'épaulé-jeté en plus de 75 kg.. Disqualifiée.
- Championnats d'Europe d'haltérophilie 2010 à Minsk
  -  Médaille de bronze au total en moins de 75 kg.. Disqualifiée.
  -  Médaille de bronze à l'arraché en moins de 75 kg.. Disqualifiée.
  -  Médaille de bronze à l'épaulé-jeté en moins de 75 kg.. Disqualifiée.
- Championnats d'Europe d'haltérophilie 2009 à Bucarest
  -  Médaille d'argent au total en moins de 75 kg.. Disqualifiée.
  -  Médaille de bronze à l'arraché en moins de 75 kg.. Disqualifiée.
  -  Médaille d'argent à l'épaulé-jeté en moins de 75 kg.. Disqualifiée.
- Championnats d'Europe d'haltérophilie 2008 à Lignano Sabbiadoro
  -  Médaille d'or à l'épaulé-jeté en moins de 75 kg.
- Championnats d'Europe d'haltérophilie 2007 à Strasbourg
  -  Médaille d'or au total en moins de 75 kg.
  -  Médaille d'or à l'arraché en moins de 75 kg.
  -  Médaille d'or à l'épaulé-jeté en moins de 75 kg.
- Championnats d'Europe d'haltérophilie 2006 à Władysławowo
  -  Médaille d'argent au total en moins de 75 kg.
  -  Médaille d'argent à l'arraché en moins de 75 kg.
  -  Médaille d'argent à l'épaulé-jeté en moins de 75 kg.